# Corin Nemec
Corin Nemec (Little Rock, Arkansas, 5 de novembro de 1971) é um ator norte-americano cujos papéis de maior destaque foram o de Parker Lloyd Lewis no seriado Parker Lewis Can't Lose do cientista Jonas Quinn na telessérie Stargate SG-1, maior parte de seus trabalhos são filmes e series de TV, ele é casado com Jami Nemec, sua companheira de longa data com quem tem 2 filhos.
Nemec é membro da Igreja da Cientologia.

## Series de TV
- Parker Lewis Can't Lose(1990)
- A Dança da Morte (1994)
- Barrados no Baile (1997)
- Stargate SG-1(2002)
- Smallville (2002)
- CSI: NY (2004)
- Sobrenatural (2010)

## Filmografia
- Núcleo Familiar (2010)
- Robodoc (2009)
- Segredos Escondidos  (2006)
- A Verdade Não se Cala (1998)
- Zona Mortal (1994)
- Meu Filho Johnny(1991)
- Máquina do Apocalipse (2017)